# Air Atlantique
Air Atlantique war eine englische Fluggesellschaft mit Sitz in Coventry, die sich auf Nostalgieflüge mit einer umfangreichen Flotte historischer Flugzeuge spezialisiert hatte.

## Geschichte

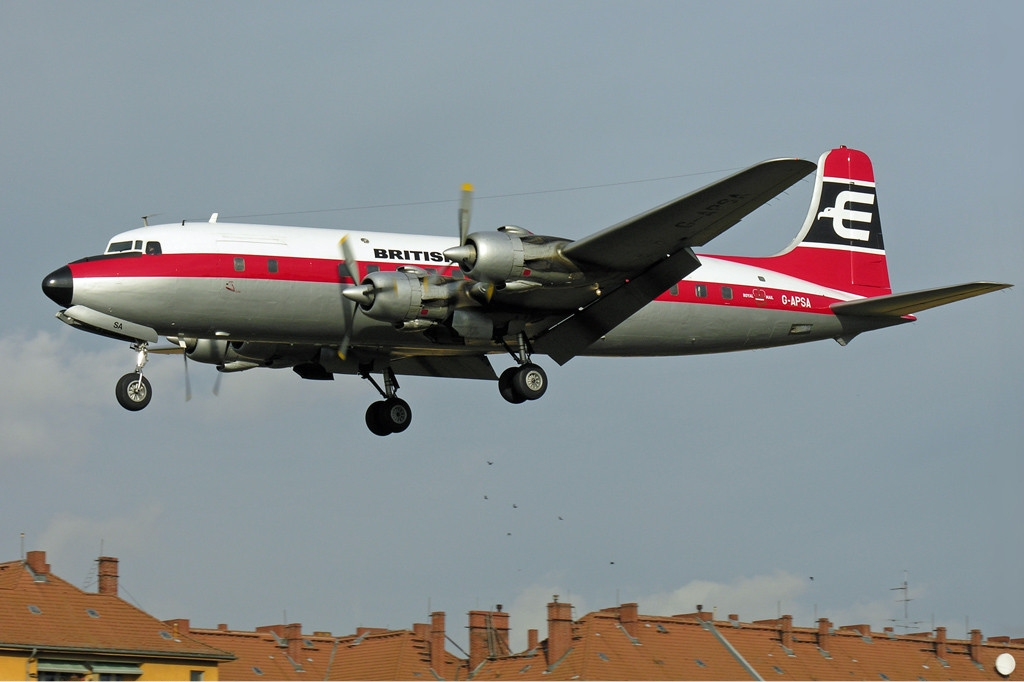
Bis 2008 wurde eine lufttüchtige Douglas DC-6 in Farben des ursprünglichen Eigentümers British Eagle betrieben.

Air Atlantique wurde 1969 unter der Firma General Aviation Services als Anbieter für Luftfahrzeug-Instandhaltung auf der Kanalinsel Jersey gegründet. Noch im gleichen Jahr wurde der Bedarfsflugverkehr mit einer Cessna 336 aufgenommen, das Unternehmen wurde außerdem der britische Distributor für den Flugzeughersteller American Aviation. 1971 wurde der Unternehmenssitz zunächst nach Sherburn-in-Elmet in North Yorkshire verlegt, später nach Doncaster. Dort änderte man den Firmennamen in Eastern Aviation und übernahm den Betrieb des dortigen Flugplatzes. Im Jahr 1974 wurden die mit Instandhaltung und Flugplatzbetrieb befassten Unternehmensteile verkauft und der Flugbetrieb als Air Atlantique weitergeführt.
Im Jahr 1976 wurden für Frachtflüge die ersten zwei Douglas DC-3 in die Flotte aufgenommen, zeitweise verfügte Air Atlantique nach eigenen Angaben über die größte DC-3-Flotte der Welt. Zwei 1979 erworbene Douglas DC-6 konnten aufgrund der Ölkrise nicht wirtschaftlich betrieben werden. 1981 wurde die Flotte zum Flughafen Blackpool verlegt, 1985 zum Flughafen Stansted, wo die Tochter Atlantic Air Transport gegründet wurde.
Im Jahr 1986 wurde der Unternehmenssitz nach Baginton südlich von Coventry verlegt. Aufgrund der begrenzten Frachtkapazität der DC-3 wurden erneut Flugzeuge vom Typ DC-6 eingeflottet. Zwischen 1990 und 1994 führte Air Atlantique als Air Corbiere Flüge zu den Kanalinseln durch. 

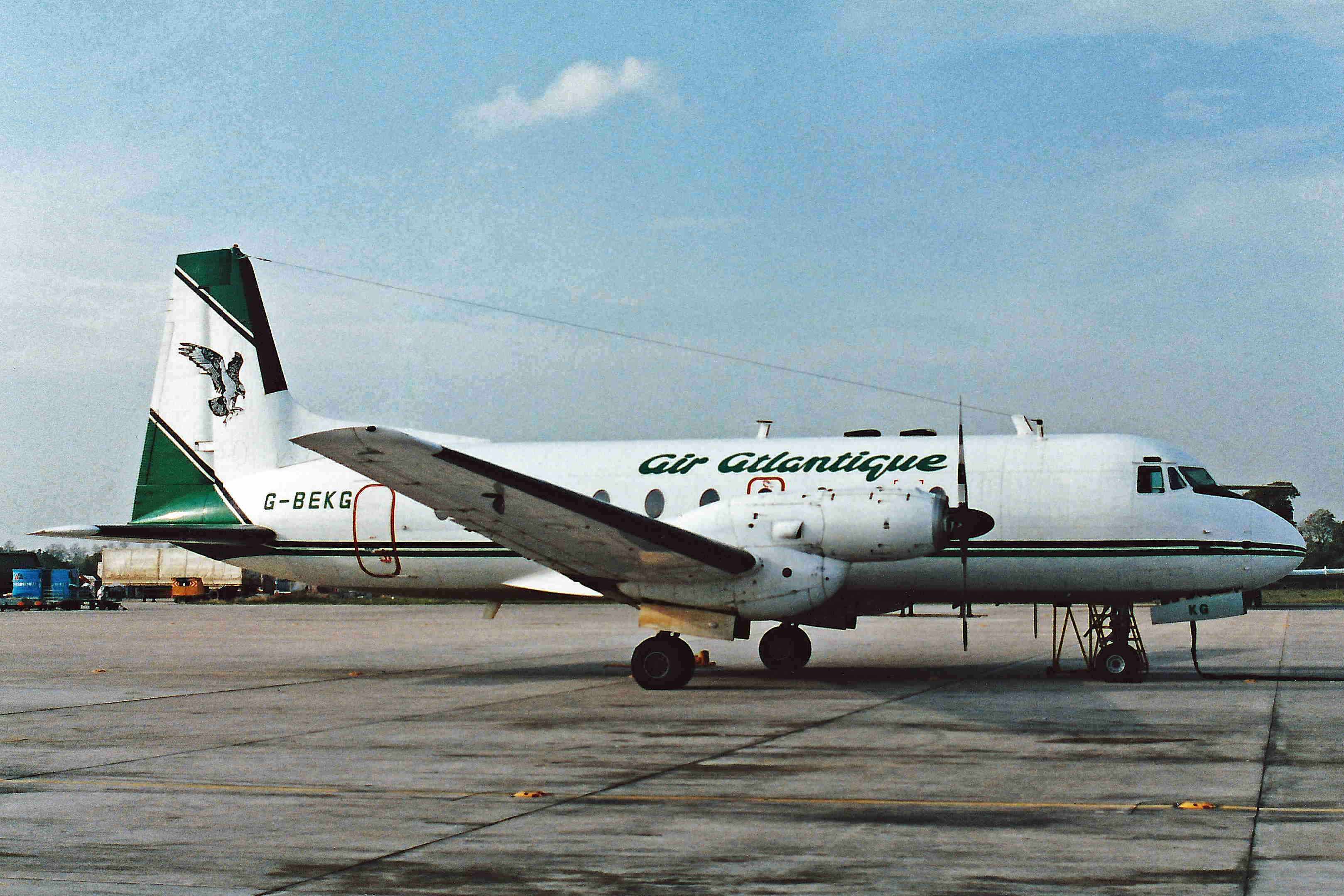
Hawker Siddeley HS 748 der Air Atlantique, 1988

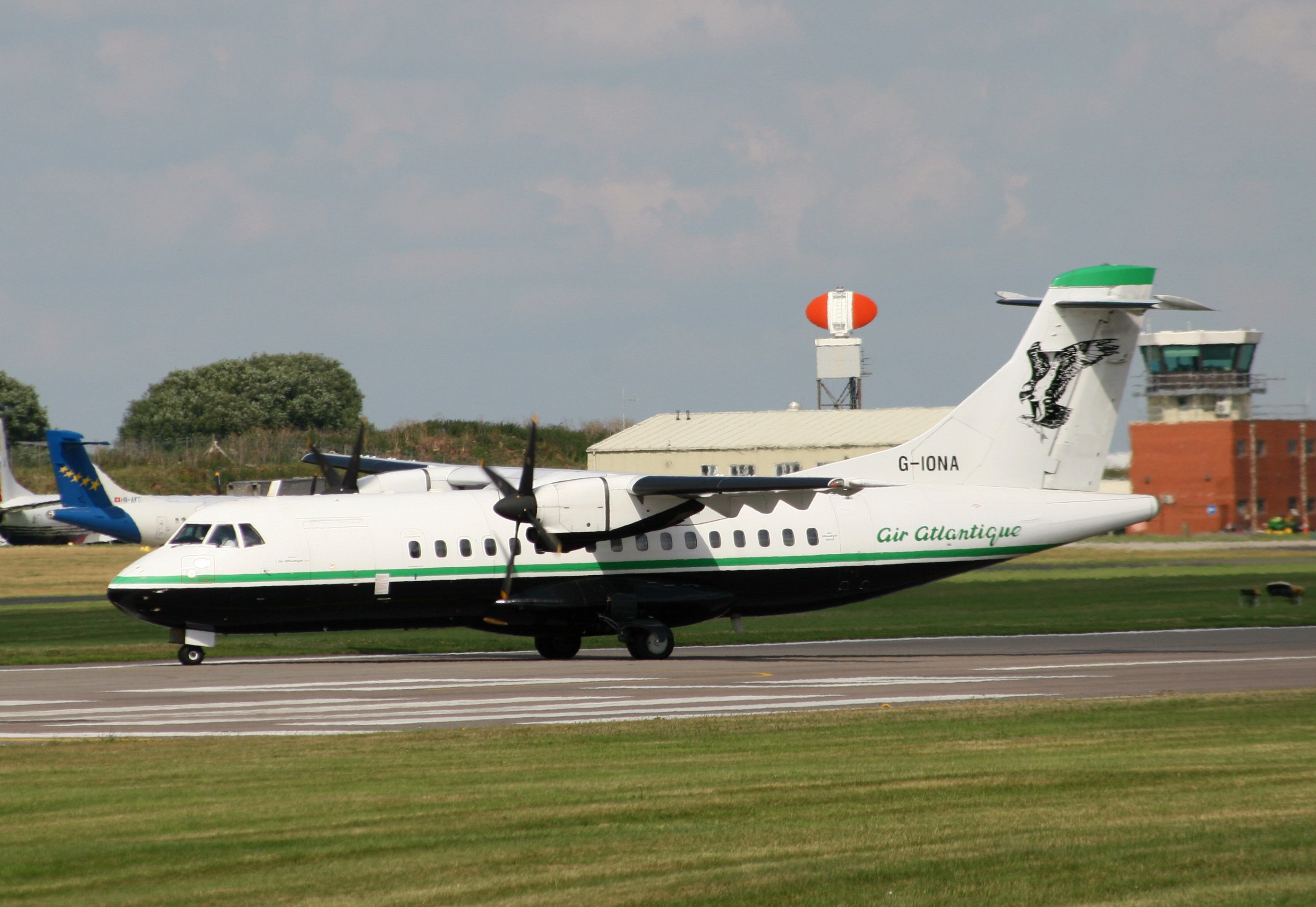
ATR 42 der Air Atlantique, 2006

Die Frachtsparte wurde im Juli 2004 im Zuge eines Management-Buy-out ausgegliedert und firmiert jetzt unter dem Namen Atlantic Airlines. Weitere Unternehmensbereiche wurden veräußert, als die Eigentümer das Ruhestandsalter erreichten. Danach führte Air Atlantique primär Flüge mit historischen Flugzeugen unter der Marke Classic Flight durch.
Die Gesellschaft wurde im Mai 2022 aufgelöst.

## Flotte
Mit Stand Januar 2013 bestand die Flotte der Air Atlantique aus vierzehn Flugzeugen. Das Unternehmen besitzt daneben weitere Maschinen, unter anderem Douglas DC-6, die derzeit in einem nicht lufttüchtigen Zustand sind.
- 1 ATR 42
- 1 Avro 652A Anson T21
- 1 BAC Jet Provost T Mk 5A 'JP5'
- 1 Cessna 152
- 1 De Havilland DH.89 Dragon Rapide
- 2 De Havilland DH.104 Dove
- 3 Douglas DC-3
- 1 Maule MX-7
- 1 Percival Pembroke
- 1 Percival P.28B Proctor
- 1 Percival P40 Prentice T1
- 1 Robin HR 200